# Anaea porphyrion
Anaea porphyrion är en fjärilsart som beskrevs av Bates 1865. Anaea porphyrion ingår i släktet Anaea och familjen praktfjärilar. Inga underarter finns listade i Catalogue of Life.